# Koprol

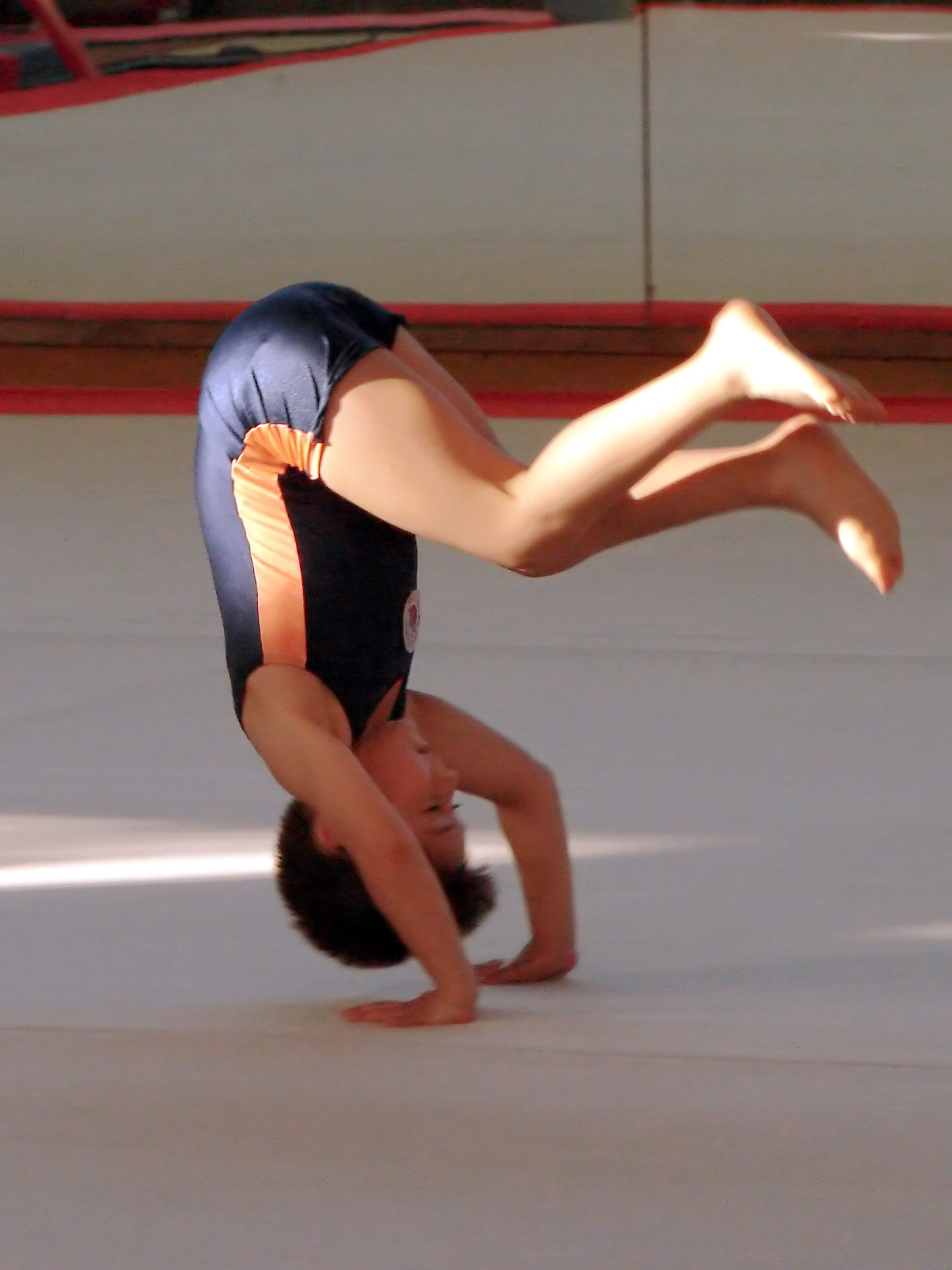
Voorwaartse koprol

Een koprol is een gymnastische beweging waarbij men vanuit een gehurkte positie een rol maakt over zijn of haar handen, achterhoofd, nek en rug om dan weer in een gehurkte positie te eindigen.
Variaties van de koprol zijn de koprol achterwaarts, en de zweefrol, waarbij niet vanuit een hurkpositie wordt begonnen.
De koprol is een betrekkelijk eenvoudige oefening die veelal door kinderen van basisschoolleeftijd wordt gedaan. Als volwassenen voor het eerst (weer) een koprol proberen, kan het echter nog aardig lastig zijn omdat het een bepaalde mate van coördinatie en ervaring vraagt.
Koprollen worden onder andere gedaan in vechtsporten, bij acrobatiek en bij gymnastisch turnen. De gevorderde variant waarbij de grond tijdens de rolsprong in het geheel niet aangeraakt wordt noemt men een salto.

Zweefrol over een bok